# Olympische Sommerspiele 1924/Teilnehmer (Belgien)
| Gelbes Symbol für Goldmedaillen mit stilisierten Olympischen Ringen | Graues Symbol für Silbermedaillen mit stilisierten Olympischen Ringen | Braundes Symbol für Bronzemedaillen mit stilisierten Olympischen Ringen |
| ------------------------------------------------------------------- | --------------------------------------------------------------------- | ----------------------------------------------------------------------- |
| 3                                                                   | 7                                                                     | 3                                                                       |

Belgien nahm an den Olympischen Sommerspielen 1924 in Paris mit einer Delegation von 172 Athleten (166 Männer und 6 Frauen) an 82 Wettkämpfen in 17 Wettbewerben teil.
Die belgischen Sportler gewannen drei Gold-, sieben Silber- und drei Bronzemedaillen. Olympiasieger wurden der Boxer Jean Delarge im Weltergewicht, der Fechter Charles Delporte mit dem Degen und der Segler Léon Huybrechts im Monotyp 1924.

## Teilnehmer nach Sportarten

### Boxen
- Lucien Debleyser
Fliegengewicht: in der 1. Runde ausgeschieden

- François Sybille
Bantamgewicht: im Achtelfinale ausgeschieden

- Jean Devergnies
Federgewicht: 4. Platz

- Karel Tuns
Federgewicht: im Achtelfinale ausgeschieden

- Daniel Genon
Leichtgewicht: im Viertelfinale ausgeschieden

- Jean Delarge
Weltergewicht: Gold

- Joseph Remy
Weltergewicht: in der 1. Runde ausgeschieden

- Joseph Beecken
Mittelgewicht: Bronze

- Germain Van Haelen
Mittelgewicht: im Achtelfinale ausgeschieden

- Fernand Delarge
Halbschwergewicht: in der 1. Runde ausgeschieden

### Fechten
Männer
- Maurice Van Damme
Florett: Bronze 
Florett Mannschaft: Silber

- Xavier De Beukelaer
Florett: 7. Platz

- Charles Crahay
Florett: im Viertelfinale ausgeschieden
Florett Mannschaft: Silber

- Émile Dufranc
Florett: in der 2. Runde ausgeschieden

- Désiré Beaurain
Florett Mannschaft: Silber

- Fernand de Montigny
Florett Mannschaft: Silber 
Degen Mannschaft: Silber

- Albert De Roocker
Florett Mannschaft: Silber

- Marcel Berré
Florett Mannschaft: Silber

- Charles Delporte
Degen: Gold 
Degen Mannschaft: Silber 
Säbel Mannschaft: im Viertelfinale ausgeschieden

- Léon Tom
Degen: 7. Platz
Degen Mannschaft: Silber 
Säbel Mannschaft: im Viertelfinale ausgeschieden

- Paul Anspach
Degen: 9. Platz
Degen Mannschaft: Silber

- Ernest Gevers
Degen: 12. Platz
Degen Mannschaft: Silber

- Joseph De Craecker
Degen Mannschaft: Silber

- Omer Berck
Säbel: im Viertelfinale ausgeschieden

- Robert Feyerick
Säbel: im Viertelfinale ausgeschieden
Säbel Mannschaft: im Viertelfinale ausgeschieden

- Jules Maes
Säbel: im Viertelfinale ausgeschieden

- Charles Acke
Säbel: im Viertelfinale ausgeschieden

- Jean-Pierre Willems
Säbel Mannschaft: im Viertelfinale ausgeschieden

- Félix Goblet d’Alviella
Säbel Mannschaft: im Viertelfinale ausgeschieden

### Fußball
- im Achtelfinale ausgeschieden
Rik Larnoe
Achille Schelstraete
André Fierens
Armand Swartenbroeks
August Pelsmaeker
Désiré Bastin
Louis Van Hege
Maurice Gillis
Oscar Verbeeck
Robert Coppée
Jan De Bie

### Gewichtheben
- Nicolaas Moerloos
Federgewicht: 12. Platz

- Albert Maes
Federgewicht: 13. Platz

- Gaston Butter
Leichtgewicht: 9. Platz

- Marcel Van Der Goten
Mittelgewicht: 12. Platz

- V. Van Hamme
Mittelgewicht: 16. Platz

- Marcel Horsch
Mittelgewicht: 19. Platz

- F. Verdonck
Halbschwergewicht: 17. Platz

- Gustaaf Bernart
Schwergewicht: 9. Platz

### Kunstwettbewerbe
- Edgard Tytgat
- T. Elsen
- Victor Demanet
- Suzanne Daneau

### Leichtathletik
Männer
- Paul Brochart
100 m: im Viertelfinale ausgeschieden
200 m: im Viertelfinale ausgeschieden

- Henricus Cockuyt
100 m: im Vorlauf ausgeschieden

- Eugène Moetbeek
100 m: im Vorlauf ausgeschieden

- Jules Migeot
400 m: im Vorlauf ausgeschieden
400 m Hürden: im Vorlauf ausgeschieden

- François Morren
800 m: im Halbfinale ausgeschieden

- Léon Fourneau
1500 m: im Vorlauf ausgeschieden

- Joseph Van Der Wee
1500 m: im Vorlauf ausgeschieden

- Camiel Vandevelde
5000 m: im Vorlauf ausgeschieden
10.000 m: Rennen nicht beendet

- Marcel Alavoine
Marathon: 15. Platz

- Auguste Broos
Marathon: 20. Platz

- Pierre-Georges LeClercq
Marathon: 26. Platz

- Félicien Van De Putte
Marathon: Rennen nicht beendet

- Gerard Steurs
Marathon: Rennen nicht beendet

- Jean Hénault
Hochsprung: 10. Platz

- Maurice Henrijean
Stabhochsprung: 7. Platz

- Josse Ruth
Fünfkampf: 19. Platz
Zehnkampf: 17. Platz

- Fred Zinner
Fünfkampf: 26. Platz

### Moderner Fünfkampf
- Léopold Buffin de Chosal
Einzel: 17. Platz

- J. L. M. Van Loocke
Einzel: 18. Platz

- Jacques De Wykerslooth De Rooyesteyn
Einzel: 29. Platz

- Jules Hulsmans
Einzel: 35. Platz

### Radsport
- Rik Hoevenaers
Straßenrennen: Silber 
Straße Mannschaftswertung: Silber 
Bahn 4000 m Mannschaftsverfolgung: Bronze

- Alphonse Parfondry
Straßenrennen: 6. Platz
Straße Mannschaftswertung: Silber

- Jean Van den Bosch
Straßenrennen: 10. Platz
Straße Mannschaftswertung: Silber 
Bahn 4000 m Mannschaftsverfolgung: Bronze

- Fernand Saivé
Straßenrennen: 16. Platz
Straße Mannschaftswertung: Silber 
Bahn 4000 m Mannschaftsverfolgung: Bronze

- Prudent De Bruyne
Bahn Sprint: in der 4. Runde ausgeschieden

- Jean Verheyen
Bahn Sprint: in der 2. Runde ausgeschieden
Bahn 50 km: Rennen nicht beendet

- Léonard Daghelinckx
Bahn 50 km: Rennen nicht beendet
Bahn 4000 m Mannschaftsverfolgung: Bronze

- Jean Boon
Bahn 50 km: Rennen nicht beendet

- Charles Cadron
Bahn 50 km: Rennen nicht beendet

### Reiten
- Georges Serlez
Dressur: 9. Platz

- Joseph Stevenart
Dressur: 13. Platz

- Roger Delrue
Dressur: 23. Platz

- Nicolas LeRoy
Springreiten: 8. Platz
Springreiten Mannschaft: 4. Platz

- Jacques Misonne
Springreiten: 13. Platz
Springreiten Mannschaft: 4. Platz

- Gaston Mesmaekers
Springreiten: 18. Platz
Springreiten Mannschaft: 4. Platz

- Jean Breuls
Springreiten: 22. Platz
Springreiten Mannschaft: 4. Platz

- Baudouin de Brabandère
Vielseitigkeit: 6. Platz
Vielseitigkeit Mannschaft: 5. Platz

- Jules Bonvalet
Vielseitigkeit: 16. Platz
Vielseitigkeit Mannschaft: 5. Platz

- Joseph Fallon
Vielseitigkeit: 21. Platz
Vielseitigkeit Mannschaft: 5. Platz

- Léon Nossent
Vielseitigkeit: 27. Platz
Vielseitigkeit Mannschaft: 5. Platz

### Ringen
- Henri Dierickx
Bantamgewicht, griechisch-römisch: in der 4. Runde ausgeschieden

- Pierre Slock
Bantamgewicht, griechisch-römisch: in der 2. Runde ausgeschieden

- Édouard Rottiers
Federgewicht, griechisch-römisch: in der 3. Runde ausgeschieden

- Lucien Bottin
Federgewicht, griechisch-römisch: in der 2. Runde ausgeschieden

- Louis Christoffel
Leichtgewicht, griechisch-römisch: in der 2. Runde ausgeschieden

- Bart Mollin (Ringer)
Leichtgewicht, griechisch-römisch: in der 2. Runde ausgeschieden

- Jean Dumont
Mittelgewicht, griechisch-römisch: in der 2. Runde ausgeschieden

- Émile Walhem
Halbschwergewicht, griechisch-römisch: in der 2. Runde ausgeschieden

- Lucien Pothier
Schwergewicht, griechisch-römisch: in der 4. Runde ausgeschieden

- Jacques Dillen
Bantamgewicht, Freistil: im Viertelfinale ausgeschieden

- Auguste Thijs
Federgewicht, Freistil: im Achtelfinale ausgeschieden

- Albert Foubert
Federgewicht, Freistil: im Achtelfinale ausgeschieden

- Herman Van Duyzen
Leichtgewicht, Freistil: im Achtelfinale ausgeschieden

- Frits Janssens
Weltergewicht, Freistil: im Achtelfinale ausgeschieden

- Hyacinthe Roosen
Weltergewicht, Freistil: im Viertelfinale ausgeschieden

- Pierre Ollivier
Mittelgewicht, Freistil: Silber

- Joseph Hutmacker
Halbschwergewicht, Freistil: 4. Platz

### Rudern
- Alphonse Dewette
Zweier mit Steuermann: im Vorlauf ausgeschieden

- Eugène Gabriels
Zweier mit Steuermann: im Vorlauf ausgeschieden

- Marcel Wauters
Zweier mit Steuermann: im Vorlauf ausgeschieden
Achter mit Steuermann: im Halbfinale ausgeschieden

- Lucien Brouha
Vierer mit Steuermann: im Halbfinale ausgeschieden

- Victor Denis
Vierer mit Steuermann: im Halbfinale ausgeschieden

- Jules Georges
Vierer mit Steuermann: im Halbfinale ausgeschieden

- Marcel Roman
Vierer mit Steuermann: im Halbfinale ausgeschieden

- Jean Van Silfhout
Vierer mit Steuermann: im Halbfinale ausgeschieden
Achter mit Steuermann: im Halbfinale ausgeschieden

- Arthur D’Anvers
Achter mit Steuermann: im Halbfinale ausgeschieden

- Gerard De Gezelle
Achter mit Steuermann: im Halbfinale ausgeschieden

- R. De Landtsheere
Achter mit Steuermann: im Halbfinale ausgeschieden

- August Geinger
Achter mit Steuermann: im Halbfinale ausgeschieden

- Léon Lippens
Achter mit Steuermann: im Halbfinale ausgeschieden

- Hippolyte Schouppe
Achter mit Steuermann: im Halbfinale ausgeschieden

- Robert Swartelé
Achter mit Steuermann: im Halbfinale ausgeschieden

### Schießen
- Victor Robert
Schnellfeuerpistole 25 m: 41. Platz

- Jacques Lafortune
Schnellfeuerpistole 25 m: 42. Platz
Freies Gewehr 600 m: 19. Platz
Freies Gewehr Mannschaft: 11. Platz

- Jacques Thuriaux
Schnellfeuerpistole 25 m: 50. Platz

- Paul van Asbroeck
Schnellfeuerpistole 25 m: 52. Platz
Freies Gewehr 600 m: 24. Platz
Freies Gewehr Mannschaft: 11. Platz
Kleinkalibergewehr liegend 50 m: 9. Platz

- Arthur Balbaert
Freies Gewehr 600 m: 14. Platz
Freies Gewehr Mannschaft: 11. Platz
Kleinkalibergewehr liegend 50 m: 26. Platz

- Conrad Adriaenssens
Freies Gewehr 600 m: 41. Platz
Freies Gewehr Mannschaft: 11. Platz
Kleinkalibergewehr liegend 50 m: 30. Platz

- Charles Scheirlinck
Freies Gewehr Mannschaft: 11. Platz

- Charles Delbarre
Kleinkalibergewehr liegend 50 m: 31. Platz

- Louis D’Heur
Trap: 5. Platz
Trap Mannschaft: 4. Platz

- Albert Bosquet
Trap: Wettkampf nicht beendet
Trap Mannschaft: 4. Platz

- Émile Dupont
Trap: Wettkampf nicht beendet
Trap Mannschaft: 4. Platz

- Louis Van Tilt
Trap: Wettkampf nicht beendet
Trap Mannschaft: 4. Platz

- Jacques Mouton
Trap Mannschaft: 4. Platz

- Henri Quersin
Trap Mannschaft: 4. Platz

### Schwimmen
Männer
- Gérard Blitz
100 m Rücken: 4. Platz

- Joseph De Combe
200 m Brust: Silber

- Albert Buydens
4-mal-200-Meter-Freistil-Staffel: im Vorlauf ausgeschieden

- Joseph Callens
4-mal-200-Meter-Freistil-Staffel: im Vorlauf ausgeschieden

- Emiel Thienpont
4-mal-200-Meter-Freistil-Staffel: im Vorlauf ausgeschieden

- Martial Van Schelle
4-mal-200-Meter-Freistil-Staffel: im Vorlauf ausgeschieden

### Segeln
- Léon Huybrechts
Monotyp 1924: Gold 
6-Meter-Klasse: 5. Platz

- John Klotz
6-Meter-Klasse: 5. Platz

- Léopold Standaert
6-Meter-Klasse: 5. Platz

- Fernand Carlier
8-Meter-Klasse: 4. Platz

- Maurice Passelecq
8-Meter-Klasse: 4. Platz

- Emmanuel Pauwels
8-Meter-Klasse: 4. Platz

- Victor Vandersleyen
8-Meter-Klasse: 4. Platz

- Paul Van Halteren
8-Meter-Klasse: 4. Platz

### Tennis
- Jean Washer
Einzel: im Achtelfinale ausgeschieden
Doppel: in der 1. Runde ausgeschieden
Mixed: im Achtelfinale ausgeschieden

- Albert Lammens
Einzel: in der 2. Runde ausgeschieden
Doppel: in der 1. Runde ausgeschieden

- Victor de Laveleye
Einzel: in der 2. Runde ausgeschieden
Doppel: in der 1. Runde ausgeschieden

- Joseph Halot
Einzel: in der 2. Runde ausgeschieden
Doppel: in der 1. Runde ausgeschieden
Mixed: im Achtelfinale ausgeschieden

- Marthe Dupont
Einzel: in der 2. Runde ausgeschieden
Mixed: im Achtelfinale ausgeschieden

- Marie Janssen
Einzel: in der 1. Runde ausgeschieden

- Anne de Borman
Einzel: in der 2. Runde ausgeschieden
Doppel: im Achtelfinale ausgeschieden
Mixed: im Achtelfinale ausgeschieden

- Marie Storms
Einzel: in der 2. Runde ausgeschieden
Doppel: im Achtelfinale ausgeschieden

### Wasserball
- Silber 
Albert Durant
Maurice Blitz
Gérard Blitz
Joseph Pletinckx
Paul Gailly
Pierre Dewin
Joseph De Combe
Joseph Cludts
Georges Fleurix
Jules Thiry
Jean-Pierre Vermetten

### Wasserspringen
Männer
- Albert Van Heymbeek
10 m Turmspringen: in der Vorrunde ausgeschieden
Turmspringen einfach: in der Vorrunde ausgeschieden

Frauen
- Sophie Hennebert
10 m Turmspringen: in der Vorrunde ausgeschieden